# Reprezentacja Szkocji w hokeju na trawie kobiet
Reprezentacja Szkocji w hokeju na trawie kobiet - żeńska reprezentacja narodowa w tej dyscyplinie.

## Osiągnięcia

### Mistrzostwa świata
- 8. miejsce - 1983
- 10. miejsce - 1986
- 10. miejsce - 1998
- 12. miejsce - 2002

### Mistrzostwa Europy
- 6. miejsce - 1984
- 6. miejsce - 1987
- 5. miejsce - 1991
- 6. miejsce - 1995
- 6. miejsce - 1999
- 7. miejsce - 2003
- 7. miejsce - 2005
- nie uczestniczyła - 2007
- 8. miejsce - 2009
- nie uczestniczyła - 2011
- 6. miejsce - 2013
- 6. miejsce - 2015
- 8. miejsce - 2017
- nie uczestniczyła - 2019
- 7. miejsce - 2021
- 7. miejsce - 2023
- 6. miejsce – 2025

### Halowe mistrzostwa świata
- nie uczestniczyła - 2003
- 8. miejsce - 2007
- nie uczestniczyła - 2011
- nie uczestniczyła - 2015
- nie uczestniczyła - 2018
- nie uczestniczyła - 2023
- nie uczestniczyła - 2025